# Sulfatolamide
Sulfatolamide là một loại thuốc được sử dụng trong phụ khoa. Nó là sự kết hợp của hai loại kháng khuẩn sulfonamid, sulfathiourea và mafenide.